# غذای نیمه‌آماده

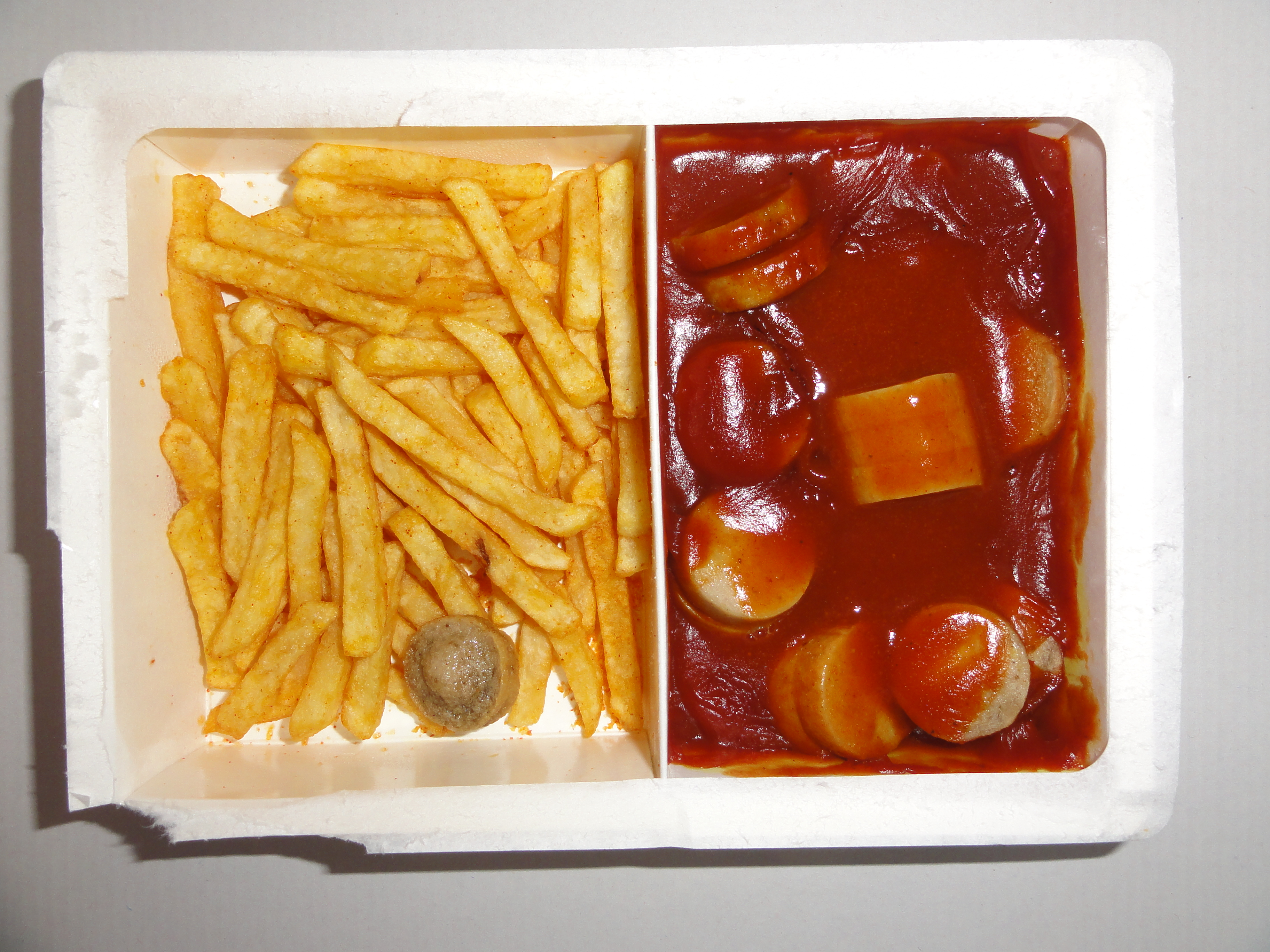
غذای نیمه آماده از دهه ۱۹۵۰.

غذای نیمه‌آماده که با نامهای دیگری مانند غذای آمادهٔ پخت، غذای یخ زده، غذای منجمد و غذای مایکروفری هم شناخته می‌شود یکوعده غذایی بسته‌بندی شده منجمد یا سرد است که معمولاً به اندازه مناسب برای یک نفر تهیه می‌شود. غذای نیمه آماده نیمه پخته است و نیاز به آماده سازی و طبخ اندک یا گرم کردن تنها دارد. در ایالات متحده غذای نیمه آماده معمولاً شامل یک برش از گوشت (معمولا گوشت گاو یا مرغ)، سبزیحات مانند نخود فرنگی، هویج، ذرت یا سیب زمینی و گاهی اوقات یک دسر است. پیش غذا نیز می‌تواند ماکارونی یا یک نوع رایج از ماهی مانند روغن ماهی اطلیسی باشد. برنج یک قسمت رایج از ظرفهای غذای آماده است. در اروپا تنوع غذاهای نیمه پخته بیشتر از آمریکاست.
در آمریکا به غذای آماده TV Dinner می‌گویند که از نام یک محصول غذایی با برند TV Brand Frozen Dinner گرفته شده‌است. در ایالات متحده برای تمام غذاهای نیمه آماده یا منجمد که از سوپر مارکت خریده شده و در خانه گرم می‌شوند، اصطلاح TV Dinner به کار می‌رود.
غذاهای نیمه آماده در ابتدا در ظروف آلومینیومی مرسوم شدند اما امروزه ظروف پلاستیکی قابل استفاده در مایکروویو رایج تر هستند.

## تولید

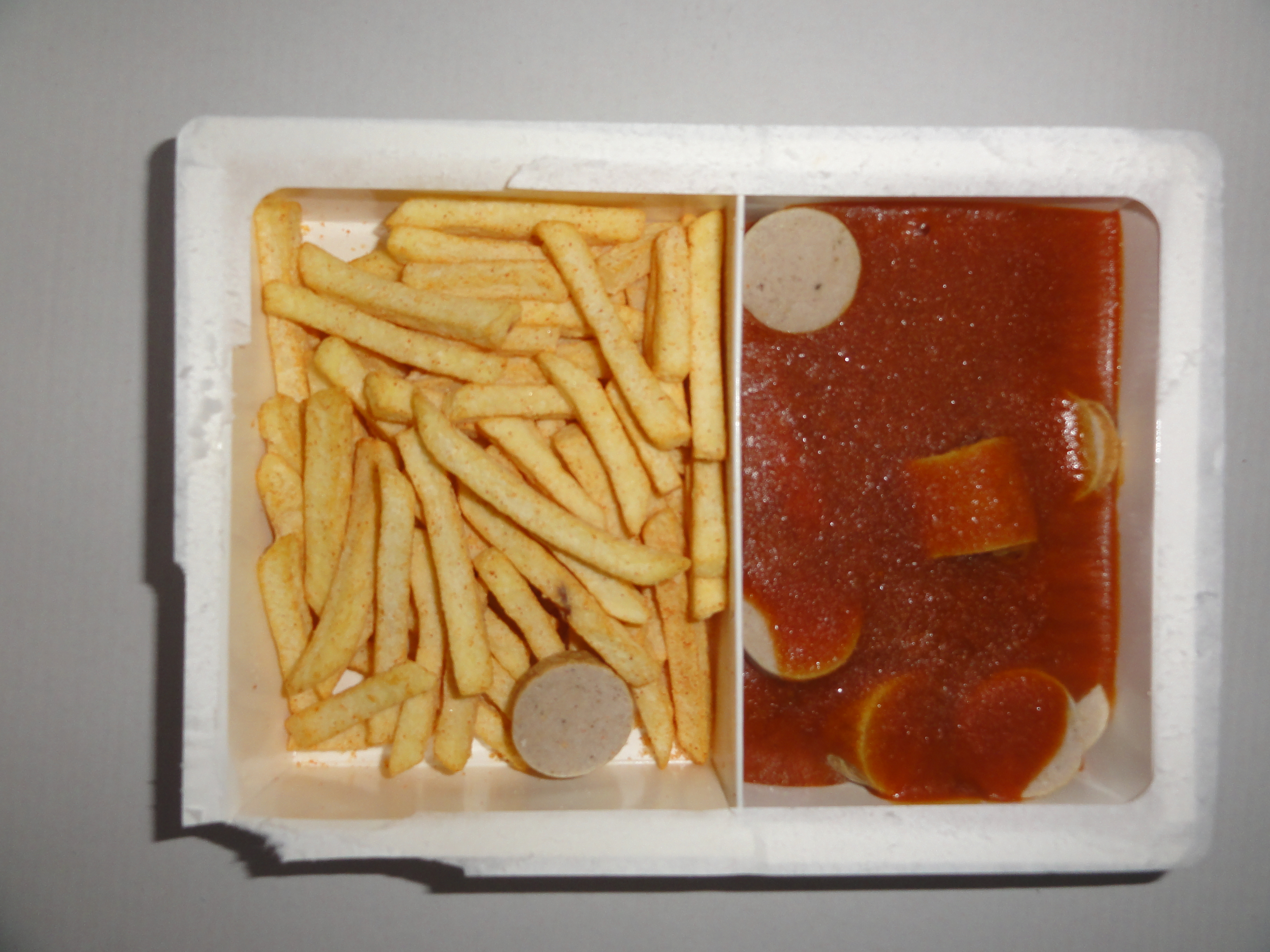
سوسیس و سیب زمینی سرخ کرده

## نگرانی‌های بهداشتی
فرایند انجماد مزه غذا را می‌کاهد؛ بنابراین غذاهای نیمه آماده برای جبران بد بودن طعمشان، به شدت با افزودن نمک و چربی فراوری می‌شوند. علاوه بر این، نگهداری طولانی مدت غذاهای آماده طبخ مستلزم استفاده از تکنیک هیدروژنه کردن روغن‌های گیاهی برای برخی از موارد (به‌طور معمول دسر) است. روغن‌های گیاهی هیدروژنه سرشار از چربی‌های ترانس هستند و نشان داده شده‌است که اثر نامطلوبی بر قلب و عروق دارند. ارزش غذایی غذاهای نیمه آماده کم است و نیاز به مواد نگه دارند دارند.